# 嘉輝花園

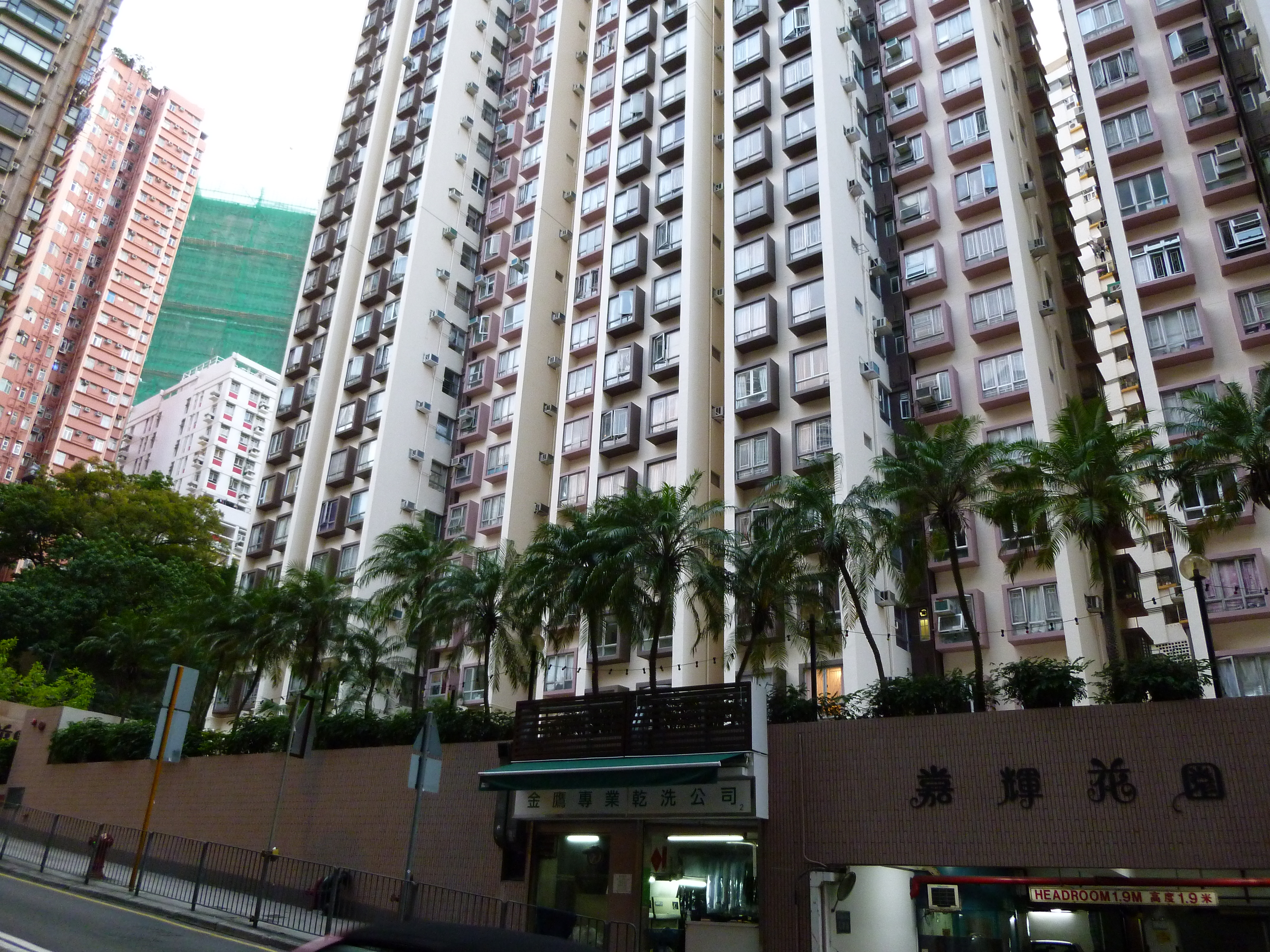
嘉輝花園基座

嘉輝花園（英語：Smithfield Terrace），為一位於香港香港島堅尼地城的屋苑，於士美非路尾段的斜路上，共設4座物業提供開放式到三房單位，均設於2至3層的基座上（因於斜路上而物業高度不一），提供912個住宅單位，由恆基兆業發展，怡高物業管理作物業管理，於1986年2月落成。

## 歷史
嘉輝花園前身為中華煤氣位於士美非路的煤氣鼓，及後1980年代恆基兆業成功收購中華煤氣，其業權轉為恆基兆業所擁有，由於煤氣鼓搬遷，地皮轉為住宅項目，即「嘉輝花園」。

## 簡介
屋苑鄰近香港著名香港房屋協會出租屋邨觀龍樓，而附近為港鐵堅尼地城站，成為屋苑的最大賣點。4座物業建於2-3層高的基層上，4座物業均層數不同（A座及C座共33層；B座共37層；D座共27層）。
基座中，設有1個大平台、1個細平台還有停車場，而4座物業3樓或4樓以上為住宅，1梯為6或8伙，共912個單位，單位約介乎250-610平方呎，由於單位面積小，故嘉輝花園為西環著名的細價老牌屋苑。

## 附近物業
- 觀龍樓
- 士美菲園
- 祥興工業大廈
- 翰林軒